# HEY JAPANESE! Do you believe PEACE,LOVE and UNDERSTANDING? 2008 2008年、イマドキジャパニーズよ。愛と平和と理解を信じるかい?
『HEY JAPANESE! Do you believe PEACE,LOVE and UNDERSTANDING? 2008 2008年、イマドキジャパニーズよ。愛と平和と理解を信じるかい?』（ヘイ ジャパニーズ! ドゥー ユー ビリーヴ ピース, ラヴ アンド アンダースタンディング? 2008 2008ねん、イマドキジャパニーズよ。あいとへいわとりかいをしんじるかい?）は、2008年の日本映画。略称は『ヘイジャパ』。

## 概要
村松亮太郎監督による作品。6つの独立したエピソードがウェブリンクのように繋がって同時進行しているのが特徴で、「Web 2.0的な映画の新スタイル」を自称している。
キャッチコピーは「フツーにかなりヤバい！」。

## キャスト
- 神田沙也加 - キョウコ
- 桜塚やっくん - パンク女
- いしだ壱成 - トキオ
- 川合千春 - 娼婦
- ダイアモンド☆ユカイ - タキザワ
- 原田佳奈 - 妊婦
- 鈴木砂羽 - 千賀子
- 中村麻美 - ユウコ
- 橋本じゅん - ベテラン
- 小嶺麗奈 - 山崎の姉
- 辰巳奈都子 - ミカ
- 大友さゆり - 鬼河原カレン
- 西田美歩 - アヤ
- 佐藤祐基 - 新米
- 中泉英雄 - 風間

## スタッフ
- 監督・脚本・企画 - 村松亮太郎
- プロデューサー - 三浦修
- エグゼプティブ・プロデューサー - 塩屋俊
- アソシエイト・プロデューサー - 曽我満寿美
- 撮影 - 藤田秀紀
- 編集 - 村松亮太郎、小林恵美
- 照明 - 香川和代
- 録音 - 古茂田耕吉
- 美術 - 松塚隆史
- 衣装 - 石橋瑞枝、奥瀬麻美
- スチール - 漆戸美保
- VFXプロデューサー・CGディレクター - 中村大輔